# Santa Maria de Balsareny
Santa Maria de Balsareny és l'Església parroquial del poble de Balsareny (Bages), inclosa en l'Inventari del Patrimoni Arquitectònic de Catalunya.

## Descripció
El temple originari era un edifici d'època romànica tardana (finals del segle xiii), encara que seguia la línia de construcció romànica. Als segles XVI-XVII el temple fou gairebé reedificat de nou, per la qual cosa en quedà ben poc de l'antiga construcció. Avui només en resta algun fragment de mur de la nau principal i la part central de la façana fins a la cornisa; a sobre d'aquest cos s'alça el campanar modern. La porta és de mig punt, adovellada. Sobre l'ull de bou es pot observar una finestra ara tapiada que és de l'obra original. L'aparell de la part romànica és obrat amb carreus petits, disposats en filades i ben diferenciats dels de la part moderna; aquests són molt més grans. A aquest cos central se n'hi afegiren dos de laterals.
Situada a l'antiga capella baptismal i d'estil Academicista de 1947 trobem la figura d'un Crist jacent feta per Josep Cañas i Cañas amb talla de fusta.

## Història
El lloc de Balsareny és documentat des del 951 i l'església el 1009, quan Guifred de Balsareny i la seva esposa Ingilberga compraren unes cases prop de l'església. El 1032 l'església ja tenia categoria de parròquia. A partir del 1295 es documenten diverses donacions per a l'obra de l'església. L'església es trobava dins l'antic terme del castell de Balsareny.
En els segles XVI-XVII s'hi feren reformes importants que no deixen veure l'obra original.
L'any 1957, l'església, que fins aleshores estava lligada al Bisbat de Vic, passà a dependre del Bisbat de Solsona.